# Павел Новотны (порноактёр)
Па́вел Но́вотны (чеш. Pavel Novotný); наст. имя Ярослав Йиржик (Jaroslav Jiřík; род. 5 февраля 1977, Прага, Чехословакия) — порноактёр
, модель, фотомодель и кинооператор.

## Биография
Свою карьеру в порнографии начал в 1999 году, принимая участие в фотосессиях и выступая в различных порнофильмах европейского производства для мужчин. На экране также появлялся под псевдонимом Макс Орлов, Ян Дворжак, Ярослав Ярек, Якоб Малтин.
Известен поклонникам своей мужской красотой, чётко очерченной мускулатурой, красивым необрезанным пенисом длиной в 20 см и способностью к обильному оргазму несколько раз подряд. Он играет как в пассивных, так и в активных ролях.
Среди его фильмов самый известный — «История Яна Дворжака», который в 2002 стал лучшим гей-порно-фильмом в номинации «Лучший международный актёр». Работал в компании Bel Ami.
Играл также под руководством знаменитого режиссёра Уильяма Хиггинса.
В настоящее время не снимается.

## Фильмы

### Псевдоним Павел Новотны
- Czech Point (1999) Studio 2000
- Prague Rising (2000) Studio 2000

### Псевдоним Ян Дворжак
- Prague Buddies 2 (2000) — William Higgins
- Jan Dvorak’s Story (2001) — William Higgins
- Bi the Blue Line (2002) (Bisexual) — Man’s Best / U.S. Male
- Czech Firemen (2002) — Man’s Best / U.S. Male
- Stranger In The City (2005) — Dream Entertainment

### Псевдоним Ярослав Ярик и Макс Орлов
- 101 Men Part 4 (1998) — Bel Ami
- Under The Big Top (2003) — Sarava (division of Kristen Bjorn)
- Team Play (2000) — Bel Ami
- Coverboys (2001) — Bel Ami

### Псевдоним Якаб Малтин
- Cocktail Gang Bang (2000) — Jet Set Men